# Open d'Angleterre de tennis de table
Pour les articles homonymes, voir Open d'Angleterre.
L'Open d'Angleterre est un tournoi international de tennis de table en Angleterre qui a lieu régulièrement depuis 1927.
A partir de 1996, c'est également une étape du Pro-tour de tennis de table organisée par la fédération internationale de tennis de table. La compétition se déroule alors à Sheffield (Angleterre).

## Historique
Le tournoi a été organisé pour la première fois sous le nom d'Open d'Angleterre en 1927 par l'Association anglaise de tennis de table. À l'exception d'une pause pendant la guerre au début des années 1940, le tournoi a eu lieu chaque année jusqu'en 1980, puis tous les deux ans jusqu'au début des années 1990.
En 1996, la ITTF a décidé d'inclure l'Open d'Angleterre de cette année-là à Kettering comme tout premier événement du tout premier ITTF Pro Tour. Le tournoi a ensuite été présenté au Pro Tour de l'ITTF cinq fois de plus, en 1997, 1999, 2001, 2009 et en 2011, lorsqu'il a eu lieu pour la dernière fois.
Le record du plus grand nombre de victoires en simple masculin est détenu par Richard Bergmann, qui a remporté six titres entre 1939 et 1954, dont deux alors qu'il représentait l'Autriche et quatre alors qu'il représentait l'Angleterre. Maria Alexandru de Roumanie détient le record du plus grand nombre de victoires en simple féminin, ayant remporté six titres entre 1963 et 1974.

## Palmarès

### Senior
| saison  | simple messieurs     | simple dames        | double messieurs                     | double dames                                                              | double mixte                               |
| ------- | -------------------- | ------------------- | ------------------------------------ | ------------------------------------------------------------------------- | ------------------------------------------ |
| 1926/27 | S.R.G. Suppiah       | Dolly Gubbins       | Percy Bromfield Lionel Farris        | Dolly Gubbins Joan Ingram                                                 | Lionel Farris Joan Ingram                  |
| 1927/28 | Daniel Pecsi         | Erika Metzger       | Charlie Bull Fred Perry              | Winifred Land Brenda Sommerville                                          | Daniel Pecsi Erika Metzger                 |
| 1928/29 | Antonín Malecek      | Marie Šmídová       | Charlie Bull Fred Perry              | Phyllis Moser Marie Šmídová                                               | Fred Perry Winifred Land                   |
| 1929/30 | Sándor Glancz        | Dolly Gubbins       | Charlie Bull Fred Perry              | Magda Gál Winifred Land                                                   | Sándor Glancz Magda Gál                    |
| 1930/31 | Miklós Szabados      | Valerie Bromfield   | Viktor Barna Miklós Szabados         | Mary Holt N Wood                                                          | Sándor Glancz Valerie Bromfield            |
| 1931/32 | Miklós Szabados      | Mária Mednyánszky   | Stanislav Kolář Antonín Malecek      | H Martin Mária Mednyánszky                                                | Miklós Szabados Mária Mednyánszky          |
| 1932/33 | Viktor Barna         | Dora Emdin          | Viktor Barna Sándor Glancz           | N Wood Wendy Woodhead                                                     | Viktor Barna Dora Emdin                    |
| 1933/34 | Viktor Barna         | Margaret Osborne    | Viktor Barna Tommy Sears             | Dora Emdin Phyllis Moser                                                  | Viktor Barna Dora Emdin                    |
| 1934/35 | Viktor Barna         | Margaret Osborne    | Viktor Barna Tommy Sears             | Margaret Osborne Wendy Woodhead                                           | Viktor Barna Margaret Osborne              |
| 1935/36 | Alojzy Ehrlich       | Marie Kettnerová    | Laszlo Bellak Miklós Szabados        | Dora Emdin Astrid Krebsbach                                               | Viktor Barna Margaret Osborne              |
| 1936/37 | Viktor Barna         | Ruth Aarons         | Abe Berenbaum Sol Schiff             | Margaret Osborne Wendy Woodhead                                           | Buddy Blattner Ruth Aarons                 |
| 1937/38 | Viktor Barna         | Dora Beregi         | Viktor Barna Laszlo Bellak           | Margaret Osborne Wendy Woodhead                                           | Viktor Barna Margaret Osborne              |
| 1938/39 | Richard Bergmann     | Jean Nicoll         | Viktor Barna Laszlo Bellak           | Vlasta Depetrisová Vera Votrubcová                                        | Bohumil Váňa Vera Votrubcová               |
| 1939/40 | Richard Bergmann     | Vera Dace           | Richard Bergmann Alfred Liebster     | Dora Beregi Jean Nicoll                                                   | Viktor Barna Dora Beregi                   |
| 1945/46 | Bohumil Váňa         | Dora Beregi         | Adolf Šlár Bohumil Váňa              | Dora Beregi Vera Dace                                                     | Eric Filby Dora Beregi                     |
| 1946/47 | Václav Tereba        | Gizi Farkas         | Abe Berenbaum Bohumil Váňa           | Elizabeth Blackbourn Vera Dace                                            | Bohumil Váňa Vera Votrubcová               |
| 1947/48 | Richard Bergmann     | Gizi Farkas         | Richard Bergmann Tage Flisberg       | Pinkie Barnes Gizi Farkas                                                 | Ferenc Sidó Gizi Farkas                    |
| 1948/49 | Marty Reisman        | Peggy McLean        | Viktor Barna Richard Bergmann        | Peggy McLean Leah Thall                                                   | Dick Miles Leah Thall                      |
| 1949/50 | Richard Bergmann     | Mildred Shahian     | Žarko Dolinar Vilim Harangozo        | Diane Rowe Rosalind Rowe                                                  | Johnny Leach Peggy Franks                  |
| 1950/51 | Alojzy Ehrlich       | Trude Pritzi        | Jack Carrington Johnny Leach         | Diane Rowe Rosalind Rowe                                                  | Viktor Barna Helen Elliot                  |
| 1951/52 | Richard Bergmann     | Linde Wertl         | Žarko Dolinar Vilim Harangozo        | Diane Rowe Rosalind Rowe                                                  | Johnny Leach Diane Rowe                    |
| 1952/53 | Michel Haguenauer    | Rosalind Rowe       | Richard Bergmann Johnny Leach        | Diane Rowe Rosalind Rowe                                                  | Viktor Barna Rosalind Rowe                 |
| 1953/54 | Richard Bergmann     | Linde Wertl         | Brian Kennedy Aubrey Simons          | Diane Rowe Rosalind Rowe                                                  | Johnny Leach Diane Rowe                    |
| 1954/55 | Žarko Dolinar        | Rosalind Rowe       | Ivan Andreadis Ladislav Štípek       | Diane Rowe Rosalind Rowe                                                  | Aubrey Simons Helen Elliot                 |
| 1955/56 | Elemér Gyetvai       | Gizi Farkas         | Elemér Gyetvai Kálmán Szepesi        | Ann Haydon Diane Rowe                                                     | Johnny Leach Diane Rowe                    |
| 1956/57 | Zoltán Berczik       | Fujie Eguchi        | Ichiro Ogimura Toshiaki Tanaka       | Taeko Namba Tomi Okawa                                                    | Keisuke Tsunoda Taeko Namba                |
| 1957/58 | Ferenc Sidó          | Agnes Simon         | Zoltán Berczik Ferenc Sidó           | Ann Haydon Pamela Mortimer                                                | Ferenc Sidó Éva Kóczián                    |
| 1958/59 | Ichiro Ogimura       | Fujie Eguchi        | Teruo Murakami Ichiro Ogimura        | Fujie Eguchi Kimiyo Matsuzaki                                             | Teruo Murakami Kimiyo Matsuzaki            |
| 1959/60 | Ian Harrison         | Agnes Simon         | Johnny Leach Michael Thornhill       | Kathy Best Diane Rowe                                                     | Ian Harrison Diane Rowe                    |
| 1960/61 | Victor Markovic      | Eva Kóczián-Földy   | Hans Alsér Tony Larsson              | Kathy Best Agnes Simon                                                    | Zoltán Berczik Eva Kóczián-Földy           |
| 1961/62 | Zoltán Berczik       | Diane Rowe          | Ivan Andreadis Vladimír Miko         | Diane Rowe Mary Shannon                                                   | Zoltán Berczik Sarolta Lukacs              |
| 1962/63 | Zoltán Berczik       | Maria Alexandru     | Ivan Andreadis Vilim Harangozo       | Diane Rowe Mary Shannon                                                   | János Faházi Eva Kóczián-Földy             |
| 1963/64 | Dorin Giurgiuca      | Maria Alexandru     | János Faházi Péter Rózsás            | Diane Rowe Mary Shannon                                                   | Péter Rózsás Sarolta Lukacs                |
| 1964/65 | Eberhard Schöler     | Marta Luzova        | Vladimír Miko Jaroslav Stanek        | Diane Rowe Mary Shannon                                                   | Vladimír Miko Marta Luzova                 |
| 1966/67 | Jaroslav Stanek      | Mary Shannon-Wright | Vladimír Miko Jaroslav Stanek        | Maria Alexandru Eleonora Mihalca                                          | Vladimír Miko Marta Luzova                 |
| 1967/68 | Stanislav Gomozkov   | Eleonora Mihalca    | Istvan Korpa Dragutin Šurbek         | Svetlana Grinberg Zoja Rudnova                                            | Stanislav Gomozkov Zoja Rudnova            |
| 1968/69 | Stanislav Gomozkov   | Zoja Rudnova        | Anatoly Amelin Stanislav Gomozkov    | Svetlana Grinberg Zoja Rudnova                                            | Eberhard Schöler Diane Schöler             |
| 1969/70 | Štefan Kollárovits   | Maria Alexandru     | István Jónyer Tibor Klampár          | Karenza Mathews Mary Shannon-Wright                                       | Denis Neale Mary Shannon-Wright            |
| 1970/71 | Tibor Klampár        | Maria Alexandru     | Stellan Bengtsson Bo Persson         | Maria Alexandru Eleonora Mihalca                                          | Antun Stipancic Maria Alexandru            |
| 1971/72 | Stellan Bengtsson    | Maria Alexandru     | Antun Stipancic Dragutin Šurbek      | Maria Alexandru Eleanora Vlaicov                                          | Milan Orlowski Ilona Uhlíková-Voštová      |
| 1972/73 | Stellan Bengtsson    | Brigitta Radberg    | Stellan Bengtsson Kjell Johansson    | Miloslava Polackova Ilona Uhlíková-Voštová                                | Milan Orlowski Ilona Uhlíková-Voštová      |
| 1973/74 | Kjell Johansson      | Maria Alexandru     | Stellan Bengtsson Kjell Johansson    | Maria Alexandru Alice Grófová                                             | Bo Persson Brigitta Radberg                |
| 1974/75 | Anatoli Strokatov    | Elmira Antonyan     | Stanislav Gomozkov Anatoli Strokatov | Yen Kuei-li Yu Ching Chia                                                 | Li Ching-Kwang Yen Kuei-li                 |
| 1975/76 | Stellan Bengtsson    | Jill Hammersley     | Desmond Douglas Denis Neale          | Blanka Silhanova Ilona Uhlíková-Voštová                                   | Stellan Bengtsson Ann Hellman              |
| 1976/77 | Stanislav Gomozkov   | Carole Knight       | Stanislav Gomozkov Anatoli Strokatov | Jill Hammersley Linda Howard                                              | Bagrat Burnazian Tatiana Ferdman           |
| 1977/78 | Li Chen-Shih         | Chu Hsiang-Yun      | Li Chen-Shih Wang Huiyuan            | Chu Hsiang-Yun Wei Li Chieh                                               | Desmond Douglas Linda Howard               |
| 1978/79 | Kou Yao-Hua          | Jill Hammersley     | Kou Yao-Hua Liang Ko-liang           | Judit Magos Gabriela Szabo                                                | Desmond Douglas Linda Howard               |
| 1979/80 | Desmond Douglas      | Jill Hammersley     | Andrzej Grubba Leszek Kucharski      | Blanka Silhanova Ilona Uhlíková-Voštová                                   | Erik Lindh Marie Lindblad                  |
| 1981/82 | Teng Yi              | Chen Lili           | Teng Yi Fan Changmao                 | Dai Lili Chen Jieling                                                     | Chen Xinhua Chen Lili                      |
| 1983/84 | Desmond Douglas      | Anita Zakharjan     | Jonny Akesson Jörgen Persson         | Patricia Germain Brigitte Thiriet                                         | Seiji Ono Yoshiko Shimauchi                |
| 1985/86 | Zoran Kalinic        | Ellen Kovtun        | Zoran Kalinic Masahiro Maehara       | Alison Gordon Joy Grundy                                                  | Desmond Douglas Alison Gordon              |
| 1987/88 | Jörgen Persson       | Li Huifen           | Andrzej Grubba Leszek Kucharski      | Daniela Guergueltcheva Valentina Popova                                   | Wei Qingguang Li Huifen                    |
| 1989/90 | Yu Shentong          | Mika Hoshino        | Wei Qingguang Chen Longcan           | Kim Youn-sook Lee Jung-ae                                                 | Jean-Philippe Gatien Xiaoming Wang-Dréchou |
| 1991/92 | Jean-Philippe Gatien | Mirjam Hooman       | Mikael Appelgren Jan-Ove Waldner     | Modèle:Country data CIS Irina Palina Modèle:Country data CIS Elena Timina | Jean-Philippe Gatien Xiaoming Wang-Dréchou |
| 1994/95 | Damien Éloi          | Bettine Vriesekoop  | Damien Éloi Christophe Legoût        | Åsa Svensson Marie Svensson                                               | n/a                                        |

| année | simple messieurs  | double messieurs                | simple dames       | double dames               |
| ----- | ----------------- | ------------------------------- | ------------------ | -------------------------- |
| 1996  | Kong Linghui      | Werner Schlager Karl Jindrak    | Yang Ying          | Yang Ying Wang Hui         |
| 1997  | Jean-Michel Saive | Christophe Legout Patrick Chila | Chen-Tong Fei-Ming | Chai Po Wa Qiao Yunping    |
| 1999  | Ma Wenge          | Trinko Keen Danny Heister       | Jie Schoepp        | Lee Eun-sil Ryu Ji-hae     |
| 2001  | Wang Liqin        | Timo Boll Zoltan Fejer-Konnerth | Yoshie Takada      | Kim Hyang-mi Kim Hyon-hui  |
| 2009  | Ma Long           | Ma Long Wang Liqin              | Guo Yan            | Kim Kyung-ah Park Mi-young |
| 2011  | Chen Qi           | Xu Xin Zhang Jike               | Ding Ning          | Guo Yan Guo Yue            |

### Moins de 21 ans
| année | simple messieurs | simple dames            |
| ----- | ---------------- | ----------------------- |
| 2009  | Hyun-deok Seo    | Daniela Monteiro Dodean |
| 2011  | Hyun-deok Seo    | Kasumi Ishikawa         |

### Epreuve par équipes
Des épreuves par équipes masculines et féminines ont été organisées dans le cadre de l'Open d'Angleterre de 1963 à 1992.
| Saison  | Equipes messieurs | Equipes dames        |
| ------- | ----------------- | -------------------- |
| 1962/63 | Tchécoslovaquie   | Hongrie              |
| 1963/64 | Yougoslavie       | Hongrie              |
| 1964/65 | ROM               | Angleterre           |
| 1966/67 | Tchécoslovaquie   | Hongrie              |
| 1967/68 | Yougoslavie       | Tchécoslovaquie      |
| 1968/69 | Suède             | URS                  |
| 1969/70 | Angleterre        | ROM                  |
| 1970/71 | Angleterre        | Allemagne de l'Ouest |
| 1971/72 | Suède             | Tchécoslovaquie      |
| 1972/73 | Suède             | Suède                |
| 1973/74 | Suède             | Suède                |
| 1974/75 | Angleterre        | Chine                |
| 1975/76 | Angleterre        | Suède                |
| 1976/77 | Angleterre        | Angleterre           |
| 1977/78 | Chine             | Chine                |
| 1978/79 | Chine             | Tchécoslovaquie      |
| 1979/80 | Angleterre        | Tchécoslovaquie      |
| 1981/82 | Chine             | Chine                |
| 1983/84 | JPN               | Union soviétique     |
| 1985/86 | Yougoslavie       | Tchécoslovaquie      |
| 1987/88 | Chine             | Chine                |
| 1989/90 | Chine             | KOR                  |
| 1991/92 | Allemagne         | Suède                |